# 丹尼尔·蔡克纳
丹尼尔·蔡克纳（Daniel Zeichner，1956年11月9日—）是一位英格蘭政治人物，他的黨籍是工黨。自2015年開始，他擔任劍橋選區選出的英國下議院議員。他畢業於劍橋大學國王學院。